# Фіденца
Фіденца (італ. Fidenza) — муніципалітет в Італії, у регіоні Емілія-Романья,  провінція Парма.
Фіденца розташована на відстані близько 390 км на північний захід від Рима, 110 км на захід від Болоньї, 23 км на захід від Парми.
Населення — 26 627 осіб (2014).

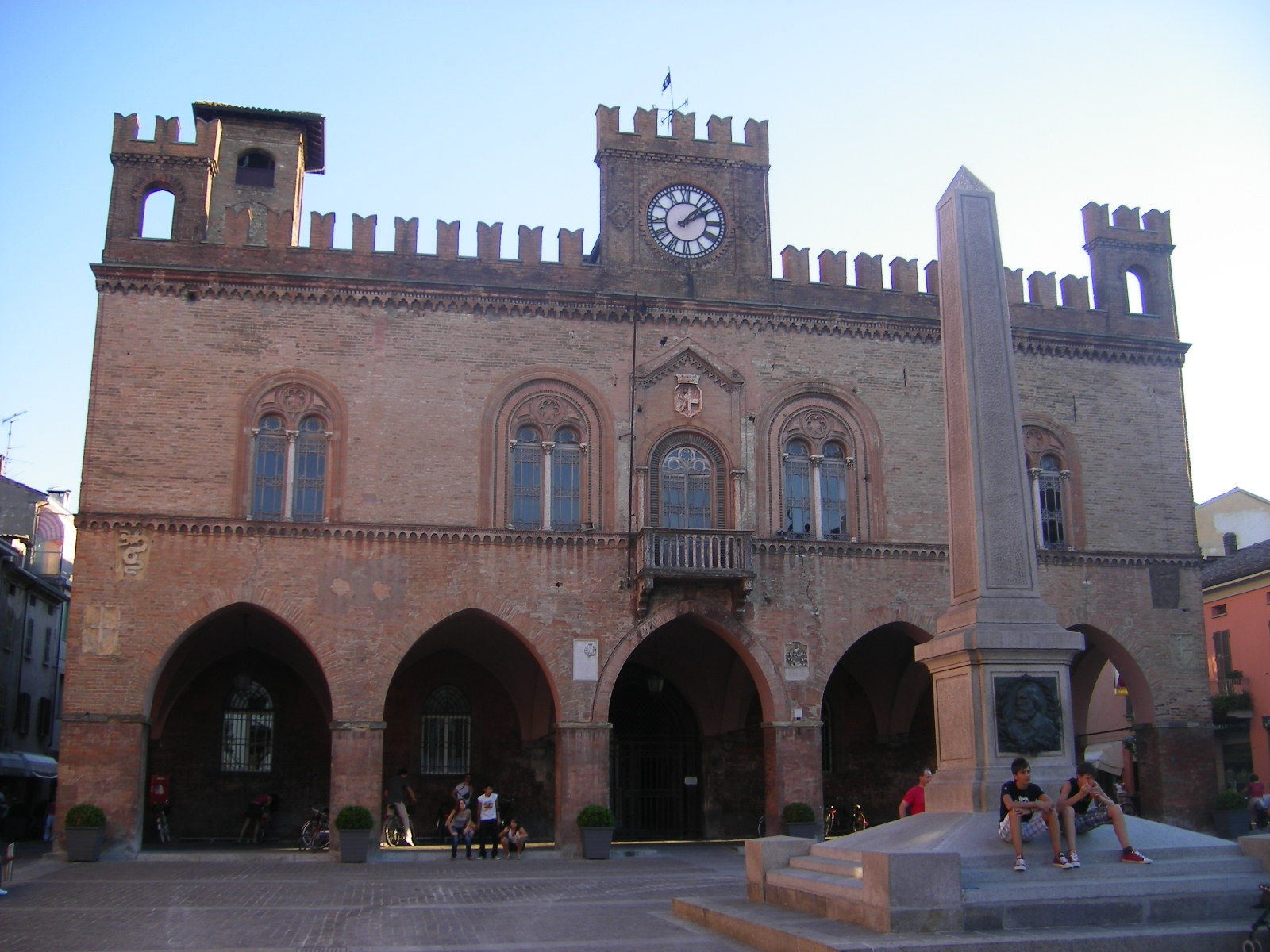

Щорічний фестиваль відбувається 9 жовтня. Покровитель — San Donnino.

## Демографія
Населення за роками:

Станом на 1 січня 2023 року в муніципалітеті офіційно проживало 4135 іноземців з 87 країн, серед них 719 громадян країн Євросоюзу та 126 громадян України.

## Уродженці
- Ріно Лавецціні (*1952, згодом — футбольний тренер.

## Сусідні муніципалітети
- Альсено
- Буссето
- Фонтанеллато
- Медезано
- Ночето
- Сальсомаджоре-Терме
- Соранья